# Переатестація МВС України (2015—2016)
У зв'язку з реформами Міністерства внутрішніх справ, у 2015 році почалася переатестація співробітників МВС України. Переатестація стала продовженням процесу створення в Україні патрульної поліції, яка замінила частину міліції і ДАІ, що дісталась у спадок від СРСР. Переатестацію задумували як захід із очищення правоохоронної системи від баласту старих кадрів, безнадійно вражених корупцією, кумівством і некомпетентністю переважної більшості співробітників.
На кінець 2016 року у результаті переатестації було звільнено 5,8 %—7,7 % співробітників МВС.[⇨]

## Передумови
Взимку 2013—2014 року в Україні відбулася Революція гідності, після чого почалася російсько-українська війна. За оцінками журналістів, правоохоронна система в Україні перетнула межу, після якої рештки довіри до неї було втрачено: під час революції правоохоронці поводилися як вороги і сприймалися активістами Майдану так само. Арсен Аваков також був серед активістів Майдану, і одним з його перших рішень на посту Міністра внутрішніх справ була ліквідація «Беркуту» та переатестація «беркутівців».
Влітку 2015 року був ухвалений закон «Про національну поліцію», очистити правоохоронні органи планували через процедуру атестації.

## Перебіг подій
У вересні 2015 року міністр внутрішніх справ Арсен Аваков сказав, що з 7 листопада стара міліція втратить свої функції. До кінця року планувалося підготувати 6-7 тис. поліцейських, тоді як всього працівників близько 152 тис. Він сказав, що відбудеться не просто переатестація кадрів, а й перезавантаження нових смислів. Він сказав, що хоча вже у деяких містах з'явилася нова патрульна поліція, але реформувати необхідно кримінальний блок, створити корпус раптової дії (спецназ), оновити підрозділи дільничних, експертів, слідчих. Перший заступник міністра Ека Згуладзе уточнила, що буде проведено кадровий аудит співробітників системи МВС. Оцінюватимуться не тільки кваліфікація працівників, але й моральні якості.
Переатестація працівників Нацполіції розпочалася 18 листопада 2015 року, відповідно до Наказу № 1465 МВС від 17 листопада 2015 року. Тоді була офіційно створена Національна поліція і ліквідована міліція. Переатестація передбачала написання тесту на загальний рівень аналітичних навичок працівника, професійний тест на знання законів та співбесіду. Атестація включала три етапи:
1. General skills test. Це тест на логіку та здатність аналізувати дані.
2. Тест професійних навичок.
3. Співбесіда з атестаційною комісією.

Після перших днів і тижнів атестації керівники МВС та Нацполіції демонстрували рішучість та готовність кардинально очистити прогнилу систему. Так, Аваков у Фейсбук повідомляв, що ймовірно буде звільнено 37,47 % міліціонерів Києва та області. Під час співбесід громадські активісти напряму запитували міліціонерів скільки необхідно звільнити старих співробітників для кардинальної зміни системи, на що правоохоронці називали цифри від 30 % до 90 %, пояснюючи це тим, що якщо оновиться лише 10 % особового складу, то старий колектив «з'їсть» їх за півроку.
4 грудня 2015 року Хатія Деканоідзе сказала, що від початку атестації 18 листопада тестування вже пройшли 13 тисяч колишніх міліціонерів Києва та області, які призначені на тимчасові посади. Наступними мали бути співбесіди кандидатів з атестаційними комісіями. До Центральної атестаційної комісії, за словами Деканоідзе, мали увійти представники громадськості та депутати парламенту. На 9 грудня вона анонсувала відкриття Центру рекрутингу для поліцейських, який займатиметься виключно відбором і переатестацією співробітників Нацполіції. Експерт Реанімаційного пакету реформ Борис Малишев сказав, що йому сподобалося, що на сайті МВС встановлений банер з посиланням на спеціально розроблену форму, за якою будь-хто може повідомити інформацію про відомі йому неправомірні дії працівника міліції, і кандидатів за рішенням комісії можуть перевірити на детекторі брехні.
7 квітня 2016 року керівник Національної поліції Хатія Деканоідзе заявила, що реформу органів МВС можуть звести нанівець рішення судів про поновлення на роботі працівників міліції, які не пройшли переатестацію.
Після атестації в Одесі, де звільнили 15,3 %, та Миколаєві (17,9 % звільнених) процес зазнав суттєвих змін — до формування обласних комісій долучилися радники Аваков, а половину складу комісій формували представники МВС.
На початку червня 2016 року Деканоїдзе сказала, що відновлені через суди старі кадри пройдуть ще одну атестацію. Вона також сказала, що до роботи атестаційних комісій будуть залучені представники громадськості, «чого раніше ніколи не було». Проте майже одразу кілька громадських організацій заявили про провал атестації і відкликали з комісій своїх представників. Представники громадськості сказали, що переатестація фактично втратила зміст. Член атестаційних комісій Павло Кащук назвав поточний стан процесу «показухою», а Євген Голубенко повідомив, що після проведення атестації у п'яти областях було взято на цілий місяць паузу. Громадськість сподівалася, що за час паузи будуть усунені технічні недоліки, але натомість комісії стали розбалансованими, бо більшість їхніх членів були представниками МВС, а меншість — представниками самої громадськості. Це не давало їм змоги впливати на процес атестації. До того ж, відбором представників громадськості в областях почали займатися не фахівці незалежного рекрутингового центру, а представники Міністерства внутрішніх справ. Роман Синіцин сказав, що в атестаційних комісіях відбувся повний реванш на користь старої системи.

| Процес проведення атестації співробітників МВС зазнав суттєвих змін після атестування в Одесі. Так, якщо раніше організацію процесу повністю здійснювала незалежна рекрутингова агенція, то зараз їздити по регіонах та відбирати громадські організації почали радники міністра внутрішніх справ Арсена Авакова та його кадровий департамент. Тобто, представники МВС самі обирають «громадськість», яка буде їх атестувати — в результаті такого відбору місця незалежних ГО зайняли «кишенькові» активісти. |
| — Активіст ВГО «Автомайдан» Євген Голубенко, 6 червня 2016 |

24 вересня 2016 року Деканоїдзе фактично підтвердила, що результати переатестації є закритими для суспільства, але пообіцяла оприлюднити їх за місяць. Євгенія Закревська назвала це «нівелюванням самої ідеї відкритої реформи», але правозахисник Євген Захаров сказав, що поліцейські мають право на нерозповсюдження своїх персональних даних, і варто оприлюднити лише загальну статистичну інформацію про атестацію.

## Результати
У жовтні 2016 року міністр внутрішніх справ Арсен Аваков сказав, що випробування не пройшли 7,7 % колишніх міліціонерів, а серед керівників вищої ланки — кожен четвертий.
Наприкінці 2016 року видання «Українська правда» надіслало запити до МВС та Нацполіції щодо офіційних результатів атестації:

| Атестування пройшли 71.828 поліцейських, за висновками атестаційних комісій звільнено зі служби поліції через службову невідповідність 4.160 працівників. |
| — Офіційна статистика з відповіді Нацполіції. |

Таким чином, за даними «Української правди», у середньому по країні після проходження атестації звільнили 5,8 % старих правоохоронців. Вирізнялися і деякі області: так, у Сумській області показник звільнених склав 2 % (46 з 2248, з них 19 поновилися через суд), у Запорізькій — 0,5 % (18 з 3404).

## Оцінки
У 2015 році, ще перед ухваленням закону «Про національну поліцію», експерти Реанімаційного пакету реформ та громадські активісти вказували на вади документу, серед яких називали фактичну залежність керівника Нацполіції від міністра внутрішніх справ. Тоді їм не вдалося переконати Еку Згуладзе виправити певні норми, і керівництво МВС продавило сирий закон через Верховну Раду.
Після почату атестації восени 2015 року експерт Реанімаційного пакету реформ Борис Малишев сказав, що успіх самої атестації буде залежати від складу регіональних атестаційних комісій — від наявності у них представників громадськості та їхньої активності на місцях, де і буде рекрутуватися основа кількість поліцейських. Також, за його оцінкою, успіх реформи в усій Україні залежатиме від успіху проведення атестації у Києві та області. Доктор юридичних наук та аналітик Української Гельсінської спілки з прав людини Олег Мартиненко тоді ж зазначав, що в атестаційних комісіях на всіх рівнях спостерігаються елементи саботажу селекції кандидатів на працевлаштування у поліції, бо скрізь до складу цих комісій входять представники старої міліції. Він також сказав, що атестація хороша лише як разовий захід і не може підмінити собою цілу реформу системи МВС — реформа відбудеться, коли за планом у червні 2016 року оголосять, що будь-яка посада має заміщуватися лише на конкурсних засадах — від рядових до генералів.
Найбільше нарікань громадськості, за результатом атестації, викликав етап співбесід. Називалися такі недоліки:
- нечіткі повноваження комісій — в інструкції відсутні підстави, через які комісії можуть ухвалювати рішення про непроходження атестації;
- відсутність відео- та аудіофіксації співбесіди — на апеляції або в суді правоохоронці переконували, що рішення комісії необґрунтоване;
- непрозорість втілення рішень комісій — члени комісій не знали, чи звільнили тих співробітників, яких вони рекомендували до звільнення, бо наказ мав підписувати безпосередній керівник поліцейських, і звірити ці накази з рішеннями комісій громадські активісти можливості не мали;
- заочна атестація — коли керівники вказували, що співробітник у відрядженні, комісія отримувала на ознайомлення тільки документи правоохоронців. За оцінками групи «Поліція під контролем», такою можливістю скористалися понад 15 % правоохоронців, серед яких було багато колишніх «беркутівців»;
- робота комісій — було створено замало комісій, а деякі члени потім ігнорували обов'язок з'являтися. За оцінкою голови однієї з комісій Сергія Перникози, члени комісій могли також помилково оцінювати оперативників: «оперів важко відрізнити від бандитів. Він міг бути гарним опером, а ми обговорювали його звільнення».

Наприкінці 2016 року Українська правда написала, що понад 90 % міліціонерів пройшли атестацію і залишилися у лавах поліції. Серед них видання наводило приклад того, що переатестацію пройшов лейтенант Шевченківського райвідділку столиці Сергій Приходько, який був засуджений за вбивство студента Ігоря Індила, а також правоохоронці, яких задіювали у злочинах проти учасників Євромайдану.
За словами експерта групи «Поліція під контролем» Борис Малишев, суспільний запит на очищення від недобросовісних працівників міліції залишився незадоволеним:

| Результати атестації доволі скромні. Більше 90 % пройшли атестацію успішно. Це говорить про те, що або відбулося сплановане злиття реформи, або наміри були добрі, але зіткнулися зі спротивом системи, і попередні плани були переглянуті керівництвом МВС і Нацполіції, які мовчазно погодилися на такий скромний результат. |
| — Експерт групи «Поліція під контролем» Борис Малишев. |

## Пов'язані події
Одночасно з атестацією правоохоронці фіксували стрімке зростання злочинності, і за оцінкою «Української правди», реформа МВС була однією з причин цього:

| Були випадки, коли на атестації міліціонери тремтіли. Вони вперше потрапили на справжню перевірку, тож їм довелося вчити закони. І через переатестацію слідчі переставали працювати. «Навіщо мені щось робити, якщо мене можуть звільнити», — думали вони. Навіть прокурори не могли примусити їх працювати. Менти тупо сиділи вчили тести. Це сповільнювало слідство, і криміногенна ситуація ускладнювалася. |
| — Представник громадськості у комісії Сергій Перникоза, 2016 |